# Kyle Konwea
Kyle Chiedu Linus Konwea, född 30 mars 1989 i Fässbergs församling, är en svensk före detta fotbollsspelare.

## Karriär
Konweas moderklubb är Fässbergs IF, men han gick som ung till Västra Frölunda IF. Säsongerna 2008 och 2009 spelade han för Qviding FIF i Superettan. Inför säsongen 2010 gick han till BK Häcken i Allsvenskan, vilka han lämnade i juli samma år efter att inte ha fått någon speltid.
Kort därefter skrev han på ett 2,5-årskontrakt med Assyriska FF. Han spelade 39 matcher och gjorde två mål för klubben under säsongerna 2010 och 2011. I december 2011 drog Konwea på sig en korsbandsskada, vilket gjorde att han missade hela säsongen 2012. Ett år senare, i december 2012, förlängde Konwea sitt kontrakt med Assyriska med tre nya år.
Efter säsongen 2015 skrev han ett korttidskontrakt med den iranska klubben Siah Jamegan. I juli 2016 återvände Konwea till Assyriska FF på ett kontrakt säsongen ut.
I december 2016 värvades Konwea av IF Brommapojkarna, där han skrev på ett ettårskontrakt. I december 2017 värvades Konwea av finländska SJK, där han skrev på ett ettårskontrakt med option på ytterligare ett år. Konwea lämnade dock klubben redan i mars 2018. Under samma månad blev det klart att Konwea återvände till Assyriska FF, där han skrev på ett tvåårskontrakt.